# Eremias argus
Eremias argus är en ödleart som beskrevs av Peters 1869. Eremias argus ingår i släktet löparödlor och familjen lacertider. Artepitet i det vetenskapliga namnet syftar på jätten Argos som hade hundra ögon. Även ödlans ljusa fläckar kan misstolkas för ögon.
Utbredningsområdet sträcker sig från Mongoliet över norra Kina till Nordkorea samt till angränsande områden av Ryssland. Honor lägger upp till 11 ägg per tillfälle. Ödlan lever i låglandet och i bergstrakter mellan 50 och 3400 meter över havet. Den vistas i halvöknar, stäpper, andra gräsmarker, buskskogar och torra skogar.
Regionala bestånd hotas av gruvdrift. Några exemplar fångas och hölls som terariedjur. Hela populationen anses vara stabil. IUCN listar arten som livskraftig (LC).

## Underarter
Arten delas in i följande underarter:
- E. a. argus
- E. a. barbouri